# Encephalartos cycadifolius
Encephalartos cycadifolius  (лат.) — вечнозелёное древовидное растение рода Энцефаляртос (Encephalartos).

## Описание
Подземный ствол 1 м высотой, 30 см диаметром. Листья длиной 100 см, сине-зелёные, тусклые; хребет листа желтоватый, прямой, жесткий; черенок прямой, без колючек. Листовые фрагменты линейные; средние - 9-12 см длиной, шириной 4-6 мм. Пыльцевые шишки 1-2, яйцевидные, жёлтые, длиной 15-20 см, 5-8 см диаметром. Семенные шишки 1-2, яйцевидные, жёлтые, длиной 20-30 см, 16-18 см диаметром. Семена продолговатые, длиной 25-30 мм, шириной 15-20 мм, саркотеста жёлтая.

## Распространение
Этот вид ограничен горами Винтерберг севернее Бедфорда в Восточно-Капский провинции, ЮАР. Встречается на высоте от 1200 до 1800 м над уровнем моря. Этот вид растёт в полузасушливых районах лугов, на мелких сланцевых почвах на северных и восточных склонах гор. Вид адаптирован к пожарам.

## Угрозы
Бабуины и дикобразовые иногда могут привести к повреждению шишек и молодых листьев этого вида. Слишком частые пожары могут повлиять на всходы и молодые растения.